# Tetraleurodes malayensis
Tetraleurodes malayensis és un hemípter del gènere Tetraleurodes de la família dels Aleiròdids.
L'espècie va ser descrita científicament per primera vegada per Mound & Halsey el 1978.